# Dolejší Těšov
Dolejší Těšov je malá vesnice, část města Hartmanice v okrese Klatovy v Plzeňském kraji. Nachází se asi tři kilometry severozápadně od Hartmanic. Dolejší Těšov je také název katastrálního území o rozloze 2,63 km².

## Historie
První písemná zmínka o vesnici pochází z roku 1428.

## Obyvatelstvo
| Rok            | 1869 | 1880 | 1890 | 1900 | 1910 | 1921 | 1930 | 1950 | 1961 | 1970 | 1980 | 1991 | 2001 | 2011 | 2021 |
| -------------- | ---- | ---- | ---- | ---- | ---- | ---- | ---- | ---- | ---- | ---- | ---- | ---- | ---- | ---- | ---- |
| Počet obyvatel | 153  | 175  | 172  | 168  | 197  | 214  | 175  | 91   | 125  | 111  | 90   | 93   | 81   | 57   | 44   |
| Počet domů     | 19   | 17   | 18   | 18   | 20   | 18   | 24   | 19   | 19   | 22   | 23   | 27   | 29   | 29   | 26   |

## Obecní správa
Při sčítání lidu v letech 1850–1949 Dolejší Těšov byl osadou obce Javoří v okrese Sušice. V letech 1950–1959 byl osadou obce Těšov u Sušice v okrese Sušice. Od roku 1960 je částí města Hartmanice v okrese Klatovy.

## Pamětihodnosti
Na východním okraji vesnice stojí dolnotěšovský zámek, který vznikl přestavbou starší tvrze Koců z Dobrše ve druhé polovině sedmnáctého století.